# ウィリアム・ワイラー
ウィリアム・ワイラー（William Wyler, 1902年7月1日 - 1981年7月27日）は、アメリカ合衆国を代表する映画監督の一人。ハリウッド黄金期に活躍し、アカデミー監督賞を3回受賞し、数多くの名優を見出した。ドイツ帝国のミュールハウゼン（現・フランス東部オー＝ラン県ミュルーズ）出身。

## 人物・概要
生まれたときの姓名はヴィルヘルム・ヴァイラー（Wilhelm Weiller）。当時ドイツ帝国領であったミュールハウゼンにて、小物屋を営むユダヤ系の家庭に生まれる。父親はユダヤ系スイス人、母親もユダヤ系ドイツ人で、両親共にユダヤ教徒でもあった。ヴィルヘルムは家業を継ぐことを嫌い、フランスのパリに赴いて音楽を学んだが挫折してしまう。
結局、母方の親戚（遠縁ではあるが）に当時のハリウッドの重鎮カール・レムリ（ユニバーサル・スタジオ社長）がいたことから映画の道を志し、第一次世界大戦後の1920年に18歳で渡米、まずユニヴァーサルのニューヨーク本社で雑用係として働く。なお第一次世界大戦にドイツが敗北した結果、故郷のミュールハウゼンはフランス領となった。その後、国際宣伝部を経てハリウッドに移り、オフィスの雑用係、撮影所の小道具係、配役係、助監督と着実に製作現場での経験を積んで立場を上げていく。1925年（1926年という説も）に映画監督に昇進し、短編の西部劇でデビュー。
『恋のからくり』や『砂漠の生霊』などの作品が評価され、入社以来つきまとっていた「社長のコネで入った男」のイメージを払拭し、1930年代にはユニヴァーサルの主要監督の一人になる。1934年に映画に出演したマーガレット・サラヴァンと結婚するが、2年後に離婚した。
1936年にユニヴァーサルからプロデューサーのサミュエル・ゴールドウィンの独立プロダクションに移籍、1936年に『孔雀夫人』を発表し、第9回アカデミー賞では作品、監督賞を含む7部門にノミネートされ、室内装置賞を受賞して評価されたものの、興行的には振るわなかった。しかし、1937年に『デッドエンド』、1939年に『嵐ヶ丘』、1940年に『偽りの花園』と次々に文芸映画を発表、いずれも批評家から絶賛され興行的にも大成功する。
カメラマンのグレッグ・トーランドが開発したパン・フォーカスという新しいカメラ技術も積極的に取り入れ、それまで主流だった短いカットを編集でつなぐモンタージュの手法ではなく、ワン・シークエンスで表現した演出を成功させたことで一般観客だけではなく、国内外の批評家からも支持を得た。
第二次世界大戦中の1942年に、戦意高揚を目的にしたプロパガンダ映画『ミニヴァー夫人』がアカデミー作品賞と監督賞を含む6部門を獲得する。1942年から終戦まではアメリカ陸軍航空隊中佐として第二次世界大戦に参戦、イギリスで製作したドキュメンタリー映画『メンフィス・ベル』がヒットしたが、公開初日に「このユダヤ野郎」と発言したホテルのドアマンを殴打し逮捕されている。さらに製作したドキュメンタリー映画『サンダーボルト』の撮影中、風圧と爆音で聴覚神経を傷めてしまい、右耳の聴力を失った。なお戦時中に生まれ故郷のミュールハウゼンに戻ってみた際に、実家の店舗は残されていたものの、家族を含むユダヤ系の住人はドイツ軍により連れ去られてしまっていた。
戦後は復員兵の苦悩をテーマにした社会派ドラマ『我等の生涯の最良の年』（1946年）を監督し、再びアカデミー作品賞・監督賞をはじめ今度は7部門を獲得する。以降の作品は得意の文芸映画『女相続人』や『黄昏』をはじめ、刑事ドラマ『探偵物語』、ラヴストーリー『ローマの休日』、サスペンス・スリラー『必死の逃亡者』、ヒューマン・ドラマ『友情ある説得』、西部劇『大いなる西部』などがある。1950年前後にハリウッドを吹き荒れた赤狩り（マッカーシズム）に最後まで抵抗している。裁判官に｢あなたは共産主義を支持しているか、もしくは関係があるか｣と問われた際に、｢その言葉をそのままあなたに返そう。『あなたは共産主義を支持しているか、もしくは関係があるか』あなたが答える義務がないのなら、私が答えるのを拒否してもいいはずだ｣と抗議したと言われている。
1959年に1500万ドルの制作費をかけたスペクタクル史劇『ベン・ハー』は大ヒットを記録しただけでなく、アカデミー賞では作品賞を含む過去最高で、合計11部門を受賞してワイラーには3度目の監督賞が贈られた。
60代以降のワイラーの作品としては、サイコ・スリラー『コレクター』、ワイラー唯一のミュージカル『ファニー・ガール』、黒人差別問題を描いた遺作『L・B・ジョーンズの解放』などがあり、また『ローマの休日』でワイラーが見出して一躍スターダムを駆け上がったオードリー・ヘプバーンを再び迎え、『噂の二人』（1936年に発表した『この三人』のセルフリメイク）や『おしゃれ泥棒』を監督した。
アカデミー監督賞ノミネート12回という記録は未だに破られていない。
また、『黒蘭の女』でのベティ・デイヴィス、『ミニヴァー夫人』のグリア・ガースン、『我等の生涯の最良の年』フレドリック・マーチ、『女相続人』のオリヴィア・デ・ハヴィランド、『ローマの休日』のオードリー・ヘプバーン、『ベン・ハー』のチャールトン・ヘストン、『ファニー・ガール』のバーブラ・ストライサンド等の演出で数々の出演者をオスカーに導いた。監督作品においてアカデミー男優賞・女優賞の演技部門は14回受賞、ノミネート回数は36回を記録しており、いずれも歴代最多である。
俳優とスタッフへの要求を通して事実を積み重ね、フィクションとしての映画を完成させた完璧主義者で、スタジオ関係者からナインティ・テイク・ワイラーとあだ名される程、自分が納得するまで、時には90回も撮り直すほどのこだわりはことに有名だった。このような演出方針や、彼が完璧な英語を操れないという意思疎通上の問題も一因となって、しばしば俳優やスタッフとの間に軋轢を引き起こしたことでも知られる。先述のベティ・デイヴィスはワイラー作品での演技でオスカーを受賞しているが（『月光の女』、『偽りの花園』でも組んだ）、ワイラーとの撮影時の対立は特に凄まじいものであったといわれる。
戦後の一時期、ワイラーは大手映画会社の力に左右されず監督の立場を強化するためにフランク・キャプラやジョージ・スティーヴンスと共にリバティ・ピクチャーズを創立するが、頓挫している。
1981年、ロンドンで開かれた映画祭に出席し、7月26日に帰国、しかし翌27日にビバリーヒルズの自宅にて心臓麻痺で死去した。

## 主な監督作品

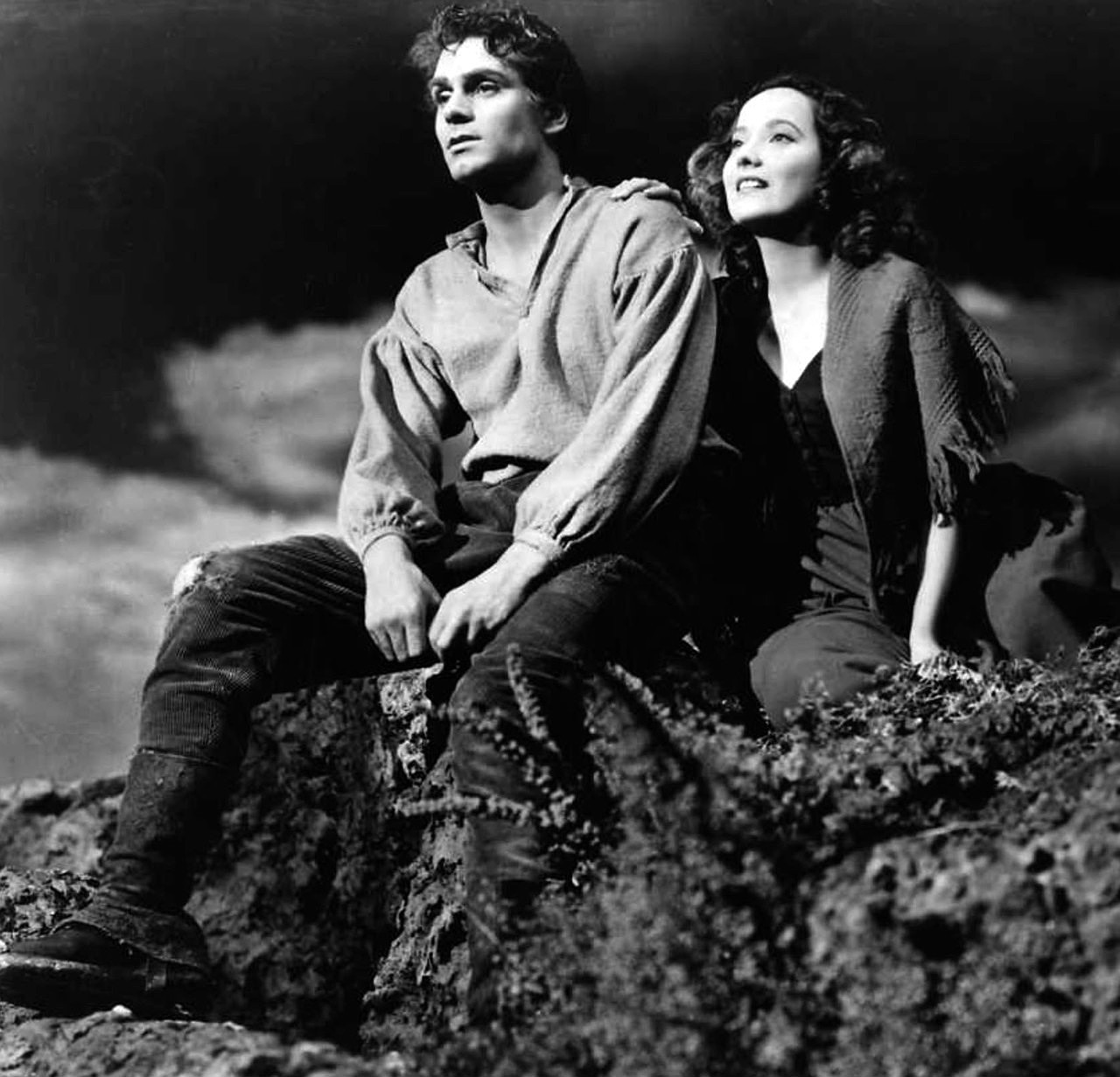
『嵐ヶ丘』（1939年）

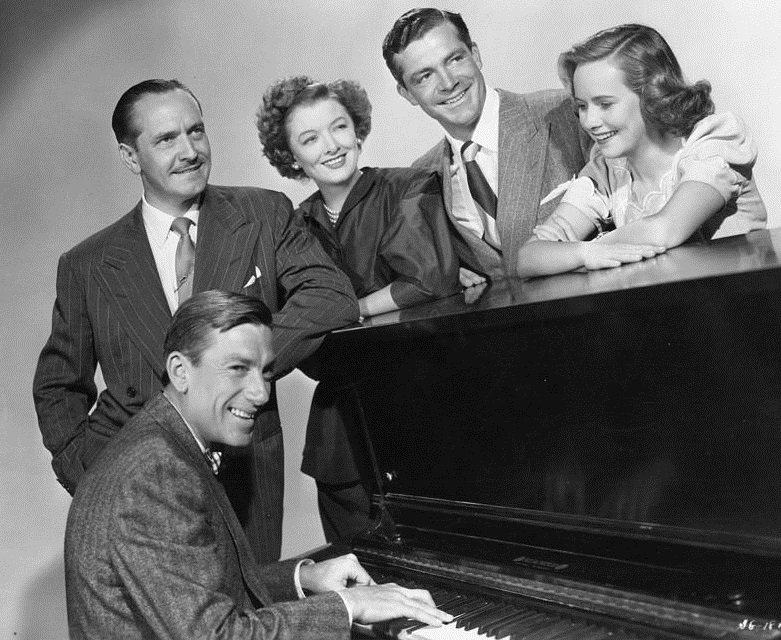
『我等の生涯の最良の年』（1946年）

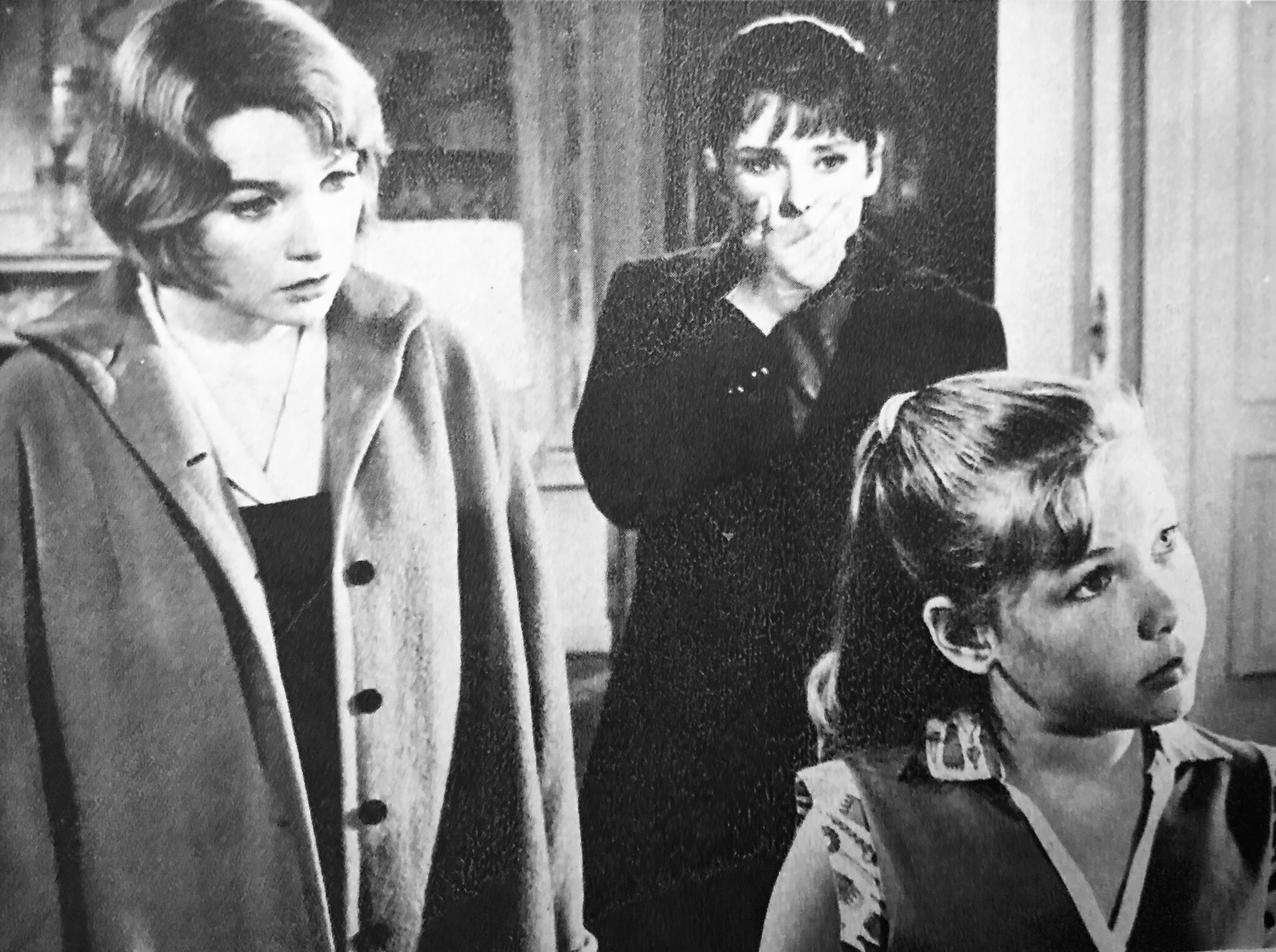
『噂の二人』（1961年）